# Корибанти

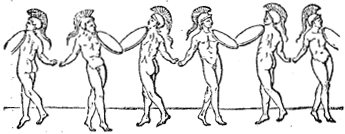
Корибанти-танцівники

Корибанти (грец. Κορύβαντες) — в грецькій міфології послідовники та жерці Великої матері богів — богині Реї-Кібели, які під час її свят виконували оргіастичний танок у супроводі барабанів, флейт і кимвалів.

## Загальна інформація
Культ має малоазійське походження, має екстатичний характер. Був поширений в Греції не раніше 7 ст. до н. е. Ім'я Корибанти — не грецьке.
За одним із міфів, корибанти — діти Аполлона й музи Талії.

## Корибанти
| - Акмон - Дамней - Деант - Ідей - Кірбант | - Комба - Корибант - Меліссей - Мімант - Окіфой | - Піррих - Прімней - Сатрап - Сок |